# Верховичский сельсовет
Верхо́вичский сельсове́т — административная единица на территории Каменецкого района Брестской области Белоруссии. Административный центр — деревня Верховичи.

## Состав
Верховичский сельсовет включает 24 населённых пункта:
- Альвус — деревня.
- Берёзовка — деревня.
- Бобинка — деревня.
- Бушмичи — деревня.
- Верховичи — деревня.
- Волкоставец — деревня.
- Дворец — деревня.
- Долбизно — агрогородок.
- Дубравцы — деревня.
- Казимирово — деревня.
- Каленковичи — агрогородок.
- Каролин — деревня.
- Копылы — деревня.
- Кунаховичи — деревня.
- Малая Опака — деревня.
- Омеленец — деревня.
- Победа — деревня.
- Подбурье — деревня.
- Радевичи — деревня.
- Сипурка — деревня.
- Сушки — деревня.
- Хлевище — деревня.
- Ювсичи — деревня.
- Ясиновка — деревня.

7 сентября 2006 года решением Брестского областного Совета депутатов исключён из состава сельсовета и включен в состав Беловежского сельсовета населённый пункт Манчаки.